# آرثر وودوورك
سير آرثر ستانلي وودوورك (بالإنجليزية: Arthur Stanley Woodwark؛ 1875 – 11 مايو 1945) كان طبيبًا بريطانيًا بارزًا وأستاذًا في كلية الطب بـمستشفى وستمنستر، ومؤلفًا لكتاب مرجعي مهم في الطب.

## النشأة والتعليم
وُلِد عام 1875، وتلقى تعليمه الطبي في مستشفى سانت بارثولوميو، حيث حصل على مؤهلاته الأساسية عام 1902، ثم نال درجة الدكتوراه في الطب عام 1909.

## المسيرة المهنية
عمل في بداية مسيرته كجراح على متن السفن، ثم تقلّد مناصب في عدة مستشفيات مرموقة، منها:
- مستشفى Great Northern Central Hospital
- مستشفى الأطفال
- مستشفى سانت بارثولوميو (كطبيب للطوارئ)
- مستشفى كلية الملك (كضابط طبي)

خلال الحرب العالمية الأولى، خدم في الجيش البريطاني حتى وصل إلى رتبة عقيد، وكان نائباً لمدير الخدمات الطبية في مقاطعة لندن (D.A.D.M.S.) بوزارة الحرب، كما عمل طبيبًا استشاريًا في مستشفى الملكة ألكسندرا العسكري.
في عام 1919، عُيّن طبيبًا مساعدًا وعميدًا لكلية الطب في مستشفى وستمنستر، واستمر في هذا المنصب حتى 1934، وأسهم في تطوير المناهج الطبية وتحسين مستوى التدريب الأكاديمي.

## المؤلفات
أصدر وودوورك عام 1912 كتابه الشهير Manual of Medicine، والذي وصل إلى الطبعة الرابعة، كما ألّف كتاب Medical Nursing عام 1914.

## التكريم
مُنح وسام قائد وسام الإمبراطورية البريطانية (CBE) عام 1919، ونال لقب فارس عام 1932، وشارك في نشاطات طبية وأكاديمية عديدة.

## الوفاة
توفي في 11 مايو 1945 عن عمر يناهز 70 عامًا، تاركًا إرثًا مهمًا في مجال التعليم الطبي والبحث العلمي.